# Вазописець Великого Афінського канфара

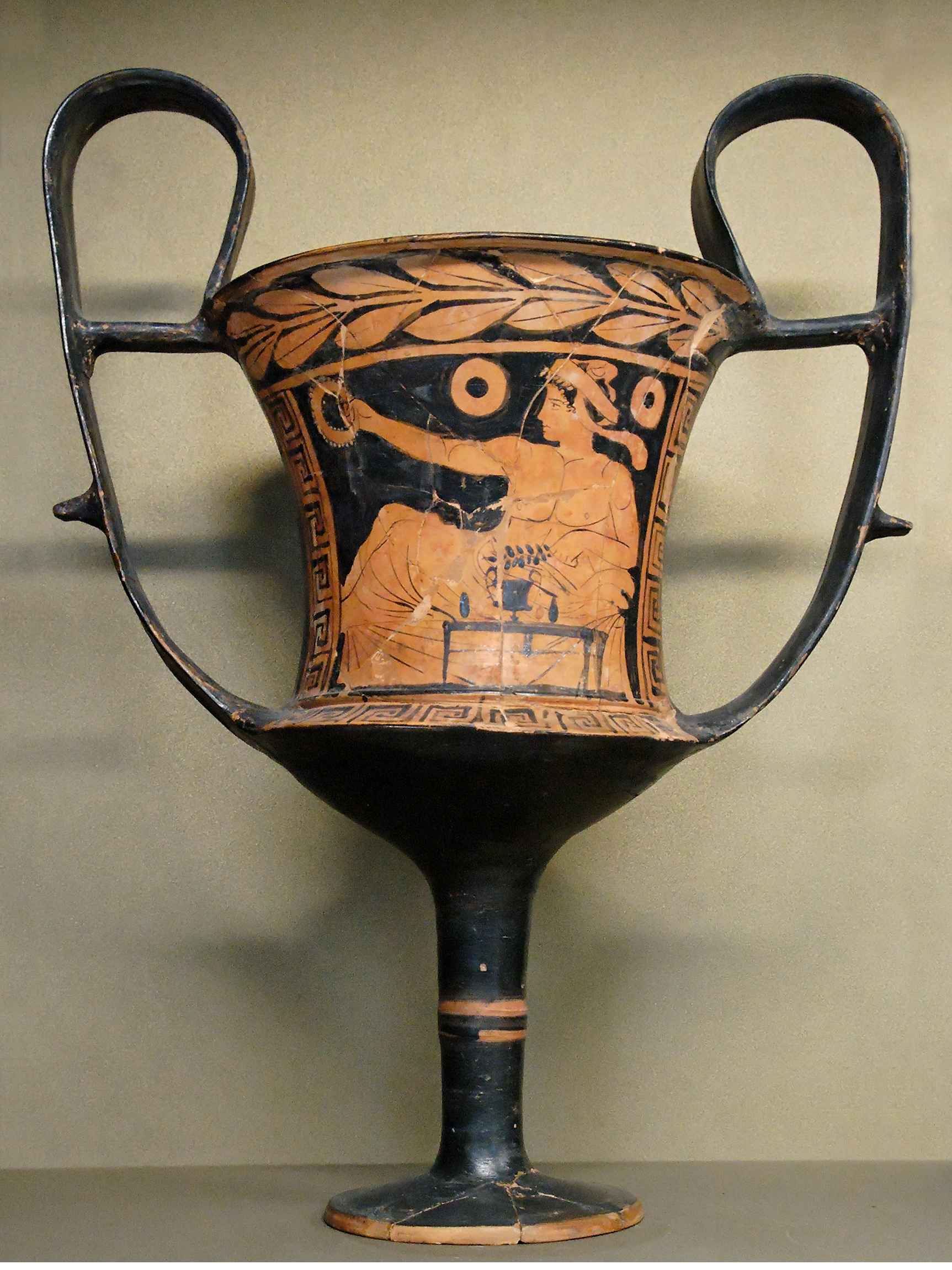
Великий афінський канфар: сімпосіаст, Лувр

Вазописець Великого Афінського канфара (англ. Painter of the Great Athens Kantharos, нім. Maler des grossen Athener Kantharos, фр. Peintre du Grand Cratère d'Athènes) — анонімний давньогрецький вазописець, працював у Беотії в середині V столітті до н. е. у червонофігурній техніці.

## Відомі роботи
- іменна ваза — так, званий Великий афінський канфар із зображенням сімпосіаста на стороні В. Канфар датований близько 450—425 до н. е. Нині експонується у відділі грецьких, етруських і римських старожитностей Лувру. Експонат CA1139[1].
- кілікс-кратер із зображенням на стороні А Артеміди. Експонат CA 1795, Лувр.